# Rogoźno (gmina w guberni lubelskiej)
Rogoźno (od 1874 Tomaszów) – dawna gmina wiejska istniejąca w XIX wieku w guberni lubelskiej. Siedzibą władz gminy było Rogoźno (obecnie Rogóźno).
Za Królestwa Polskiego gmina Rogoźno należała do powiatu tomaszowskiego w guberni lubelskiej.
Gmina została zniesiona w 1874 roku przez przemianowanie na gmina Tomaszów.